# .270 Weatherby Magnum

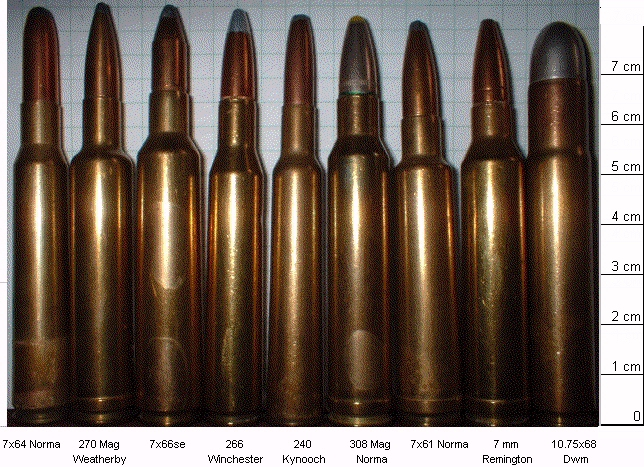
Il .270 Weatherby è il secondo da sinistra

La cartuccia .270 Weatherby Magnum è una munizione da fucile o carabina usata per la caccia.
Fu la prima cartuccia belted magnum (bossolo a fondello con rinforzo a risalto nella parte inferiore) basata sulla .300 Hollan & Holland Magnum ad essere sviluppata da Roy Weatherby. Ha una caratteristica forma con fianchi a doppio raggio e si rastrema in punta per consentire l'inserimento del proiettile calibro .277. Essendo una cartuccia con un progetto coperto da brevetto, la .270 Weatherby non ha un limite ufficiale di pressione SAAMI. Le munizioni prodotte in fabbrica dalla Weatherby sono caricate a 71000 psi.
La prima cartuccia Weatherby ad essere usata in Africa fu proprio una .270 Weatherby l'8 giugno 1948.

## Prestazioni
Data la pressione caratteristica più alta ed il bossolo maggiorato che contiene più polvere del .270 Winchester, il .270 Weatherby ha prestazioni in velocità di 200 ft/s migliori rispetto ad altre cartucce di peso equivalente. Queste prestazioni sono ottenute con la contropartita di un rinculo maggiore e di una maggiore temperatura della canna dell'arma. Inoltre, per poter sfruttare a pieno le caratteristiche di velocità massima raggiungibile, è necessario utilizzare una canna lunga. La cartuccia è eccellente per la caccia a lunga distanza, ma non è adatta per situazioni dove è necessario un alto volume di fuoco, come nella caccia ai roditori infestanti o alla selvaggina di piccola taglia.
Il caricamento hobbistico è abbastanza semplice. Le migliori prestazioni si ottengono con una piena carica di polvere, mentre non si ottengono buoni risultati con caricamenti ridotti. Ed Weatherby, il figlio di Roy Weatherby, afferma che il .270 Weatherby è il suo calibro preferito: "Non c'è un calibro migliore per i tiri a lunga distanza, come nella caccia al cervo". Indica, inoltre, gli altrettanto eccellenti risultati raggiunti nella caccia all'alce e all'antilope.